# Estação Echeverría
A Estação Echeverría é uma das estações do Metro de Buenos Aires, situada em Buenos Aires, entre a Estação De los Incas - Parque Chas e a Estação Juan Manuel de Rosas. Faz parte da Linha B.
Foi inaugurada em 26 de julho de 2013. Localiza-se no cruzamento da Avenida Triunvirato com a Rua Echeverría. Atende o bairro de Villa Urquiza.
A inauguração foi atrasada duas vezes, já que as previsões originais estimavam a abertura para o uso público inicialmente no final de 2007, e remarcada posteriormente para princípios de 2009. Os motivos da demora foram, entre outros: dificuldades de execução, obra maior do que o planejado e previsto no desenho inicial e maiores custos.